# Baudreville, Manche

Baudreville este o comună în departamentul Manche, Franța. În 1 ianuarie 2018 avea o populație de 75 de locuitori.